# Tomeu Penya
Bartomeu Nicolau Morlà, de nom de scène Tomeu Penya, est un chanteur espagnol qui chante en majorquin. 

## Biographie
Tomeu Penya est né à Vilafranca de Bonany, aux Îles Baléares en 1949.
Son travail combine la musique traditionnelle majorquine, le rock and roll classique et surtout la musique country.
En 1992, il a reçu le Prix national de musique de la Généralité de Catalogne pour le disque Sirena,.

## Discographie
- Tomeu Penya canta a la vila (1980) (descatalogado)
- Càrritx i roses (Blau 1982)
- Coverbos (Blau 1984)[3]
- Illamor (Blau 1985)
- D'amor i Festa (Recopilatorio en casete, no se editó en LP, descatalogado)
- Mallorquins i catalans (Blau 1986)
- Tomeu (Blau 1987)
- Arrels (Blau 1988)
- Arrels'89 (Blau 1989)
- Els cors ferits (Blau, 1990)
- Sirena (álbum) (Blau, 1992)
- 10 anys d'èxits (Recopilatorio) (Blau, 1992)
- Una aclucada d'ull (Blau, 1994)
- Anuats (Picap, 1995)
- Balades (Recopilatorio) (Blau, 1996)
- De tot cor (Picap, 1997)
- Penya al descobert (Picap, 1998)
- (Recopilatorio) (1999)
- Això és Pecat (Picap 2001)[4]
- Concert al Palau d'Esports de Barcelona (CD+DVD)
- Fàcil (DiscMedi-Blau (2003)
- Sa força d'una mirada (2004)
- Bàsic (Recopilatorio) (2007)
- Paraules que s'endú es vent (2007)
- Tomeu Penya, 30 anys després (acústico en directo, CD+DVD) (2010)
- És per tu (2012)
- Arruix (2013)
- Enamorant-nos (2014) (Recopilatorio con 1 tema nuevo)
- Optimista (2015)